# Нижняя Петровка
Ни́жняя Петро́вка — посёлок в Первомайском районе Алтайского края России. Входит в состав Рассказихинского сельсовета.

## География
Посёлок находится у реки Петровка (приток Оби) в 55 км к югу от районного центра Новоалтайска и в 50 км к югу от Барнаула.
Ближайшие населенные пункты: Малая Речка 8 км, Рассказиха 18 км, Староалейка 19 км, Калистратиха 19 км, Листвянка 19 км, Чаузово 19 км, Калманка 20 км Усть-Алейка 20 км.
Климат
Климат континентальный. Продолжительность периода с устойчивым снежным покровом составляет 160—170 дней, абсолютный минимум температуры воздуха достигает −50 °C. Средняя температура января −19,9 °C, июля +19 °C. Безморозный период длится 110—115 дней, абсолютный максимум температуры воздуха достигает +33-35 °C. Годовое количество атмосферных осадков — 360 мм.

## Население
| 1997 | 1998 | 1999 | 2000 | 2001 | 2002 | 2003 |
| ---- | ---- | ---- | ---- | ---- | ---- | ---- |
| 234  | ↗238 | ↘4   | →4   | ↗222 | ↘209 | ↗223 |
| 2004 | 2005 | 2006 | 2007 | 2008 | 2009 | 2010 |
| ↘219 | ↗225 | ↗229 | ↘228 | ↘220 | ↘209 | ↘183 |
| 2011 | 2012 | 2013 |      |      |      |      |
| ↗185 | ↘184 | ↗188 |      |      |      |      |

## Инфраструктура
В посёлке работает ООО «Нижнепетровский лесхоз», есть школа, Дом культуры — Нижнепетровский КДЦ — ФАП и магазины.

## Транспорт
Ближайшая крупная железнодорожная станция Алтайская находится в городе Новоалтайск.

## Люди, связанные с селом
- Борисенко Вера Николаевна (р. 25 декабря 1960г) — Заслуженный лесовод Российской Федерации.